# Novo Sajmište (Bjelovar)
Novo Sajmište je naselje i povijesni lokalitet na području grada Bjelovara. Novo Sajmište se nalazi na današnjem prostoru ulice Vlahe Paljetka, staračkog doma Bjelovar, policijske postaje, glazbene škole Vatroslava Lisinskog i trgovačkih centra Kaufland i Eurospin.

## Povijest
1908. pod naredbom Austro-Ugarske naređuje se preseljenje sajmišta sa stare lokacije na novu lokaciju zbog sanitarnih zakona. Sajmište je preseljeno na sjeverni dio grada na prostor vojnog vježbališta u današnjoj četvrt Logor.
Novo Sajmište je ukinuto u vrijeme Drugog svjetskog rata, kada je vojno vježbalište ponovo vraćeno u punu vojnu svrhu. Sajmište je ostalo ukinuto sve do 1993. godine dok nije ponovo otvoreno na novoj lokaciji u Gudovcu.